# Кіборг-поліцейський 3
«Кіборг-поліцейський 3» (англ. Cyborg Cop III) — американський фантастичний бойовик режисера Йоссі Вейна.

## Сюжет
Компанія Дельтатех виготовляє кіборгів. Про це дізнається тележурналістка Евелін Рід — вона хоче підготувати телерепортаж і викрити лиходіїв. Для того щоб перешкодити журналістці й уникнути міжнародного скандалу на підприємство вирушають два спецагенти Макс і Сеинт, помічники федерального маршала. Агенти занадто захоплюються переслідуванням своєї жертви, і на них обрушується армія андроїдів. Тепер Макс і Сеинт повинні спробувати зупинити експерименти божевільного вченого, який планує зробити зі своїх студентів кіборгів-убивць.

## У ролях
- Брайан Джінесс — Макс
- Френк Загаріно — Сеинт
- Артур Березін — кіборг 1
- Дуглас Брістоу — телеведучий
- Майкл Бруннер — доктор Фелпс
- Тоні Капрарі — Сет
- Хендрік Кроуфорд — старший лаборант
- Вадим Добрін — кіборг 3
- Дж.Д. Ду Плессі — телеоператор
- Вейд Іствуд — кіборг 2
- Кевін Фіцпатрік — робітник заправки
- Юрген Хеллберг — Деррік
- Джастін Іллашон — Адам
- Мартін Ле Метр — Ленні
- Брайан Лукас — Дельта Тех страж воріт
- Жакс Маре — батько студента
- Ісаак Мевімбелла — Pool Hall викидайло
- Ернест Мбанзі — охоронець Купера 3
- Дженні МакШейн — Евелін
- Хел Орландіні — Купер
- Грем Пресс — охоронець Купера 2
- Йен Робертс — Шин
- Стівен Раймер — водій вантажівки
- Тайрон Стівенсон — Оскар
- Діон Стюардсон — Pool Hall бармен
- Дерріл Вернер — охоронець Купера 1
- Лінн Вайт — мати студента
- Йен Юлі — Харві